# Безукладников, Владимир Николаевич
Влади́мир Никола́евич Безукла́дников (26 августа 1924 года — 11 июля 2003 года) — советский офицер, участник Великой Отечественной войны, командир огневого взвода артиллерийской батареи 1118-го стрелкового полка 333-й стрелковой дивизии 6-й армии 3-го Украинского фронта, младший лейтенант.
Герой Советского Союза (22.02.1944), полковник запаса (с 1979 года).

## Биография
Родился 26 августа 1924 года в городе Перми в семье служащего. Русский. В 1928 году с семьей переехал в город Серов. Четыре года учился в начальной школе № 5, один год в семилетней школе № 11, с 6 по 10 класс — в средней школе № 22. В 1941 году окончил среднюю школу и поступил в Новосибирский институт инженеров железнодорожного транспорта.
В рядах Красной армии с июля 1942 года. В 1943 году окончил Днепропетровское артиллерийское училище (эвакуированное в город Томск).
Участник Великой Отечественной войны с мая 1943 года. Командир огневого взвода артиллерийской батареи 1118-го стрелкового полка (333-я стрелковая дивизия, 6-я армия, 3-й Украинский фронт) младший лейтенант В. Н. Безукладников 26 ноября 1943 года с первой группой пехоты форсировал реку Днепр в районе южнее Днепропетровска, переправив орудия на плотах. На захваченном плацдарме взвод огнём прямой наводкой уничтожал огневые точки и укрепления противника, препятствовавшие продвижению стрелковых подразделений. В бою за плацдарм взвод младшего лейтенанта В. Н. Безукладникова уничтожил более 10 огневых точек противника, одну самоходную пушку, одну автомашину и около 100 солдат вермахта. На счету самого Безукладникова 3 огневые точки и до 20 вражеских солдат.
Указом Президиума Верховного Совета СССР от 22 февраля 1944 года младшему лейтенанту Безукладникову Владимиру Николаевичу присвоено звание Героя Советского Союза с вручением ордена Ленина и медали «Золотая Звезда» (№ 2685).
После войны окончил Военную академию имени М. В. Фрунзе и Академию ГРУ. Служил в Главном разведывательном Управлении. С 1979 полковник В. Н. Безукладников — в запасе.
До мая 1991 года продолжал работать инженером в центре автоматизации Управления Генштаба. Вёл большую военно-патриотическую работу. Был инициатором и активным создателем школьного музея, посвящённого боевому пути 333-й стрелковой дивизии. Жил в Москве. Умер 11 июля 2003 года.

## Награды
- Медаль «Золотая Звезда» Героя Советского Союза (№ 2685)
- Орден Ленина
- Два ордена Отечественной войны I степени
- Орден «За службу Родине в Вооружённых Силах СССР» III степени
- Медали, в том числе:
  - «За боевые заслуги»
  - «Жукова»
  - «За воинскую доблесть. В ознаменование 100-летия со дня рождения Владимира Ильича Ленина»
  - «За победу над Германией в Великой Отечественной войне 1941—1945 гг.»
  - «Ветеран Вооружённых Сил СССР»
  - «За безупречную службу» I степени"
- Иностранные медали

## Память
- Похоронен на Николо-Архангельском кладбище в Москве (участок 5/1).
- В художественной школе № 5 г. Серов Герою установлена мемориальная доска.